# Yacuy (Salta)
Yacuy es una localidad argentina del Departamento General José de San Martín, provincia de Salta.
Se encuentra sobre la Ruta Nacional 34 al norte de la ciudad de Tartagal.

## Clima
El clima de Yacuy es del tipo clima tropical húmedo con invierno seco (Cwa), de acuerdo con la clasificación climática de Köppen.

## Población
Contaba con 1,318 habitantes (Indec, 2001), lo que representa un incremento del 35,7% frente a los 971 habitantes (Indec, 1991).

## Defensa Civil

### Sismicidad
La sismicidad del área de Salta es frecuente y de intensidad baja, y un silencio sísmico de terremotos medios a graves cada 40 años.
- Sismo de 1930: aunque dicha actividad geológica catastrófica, ocurre desde épocas prehistóricas, el terremoto del 24 de diciembre de 1930 (94 años),[2] señaló un hito importante dentro de la historia de eventos sísmicos jujeños, con 6,4 Richter. Pero nada cambió extremando cuidados y/o restringiendo códigos de construcción.[1]
- Sismo de 1948: el 25 de agosto de 1948 (76 años) con 7,0 Richter, el cual destruyó edificaciones y abrió numerosas grietas en inmensas zonas[2][1]
- Sismo de 2010: el 27 de febrero de 2010 (15 años) con 6,1 Richter